# Molluscicide

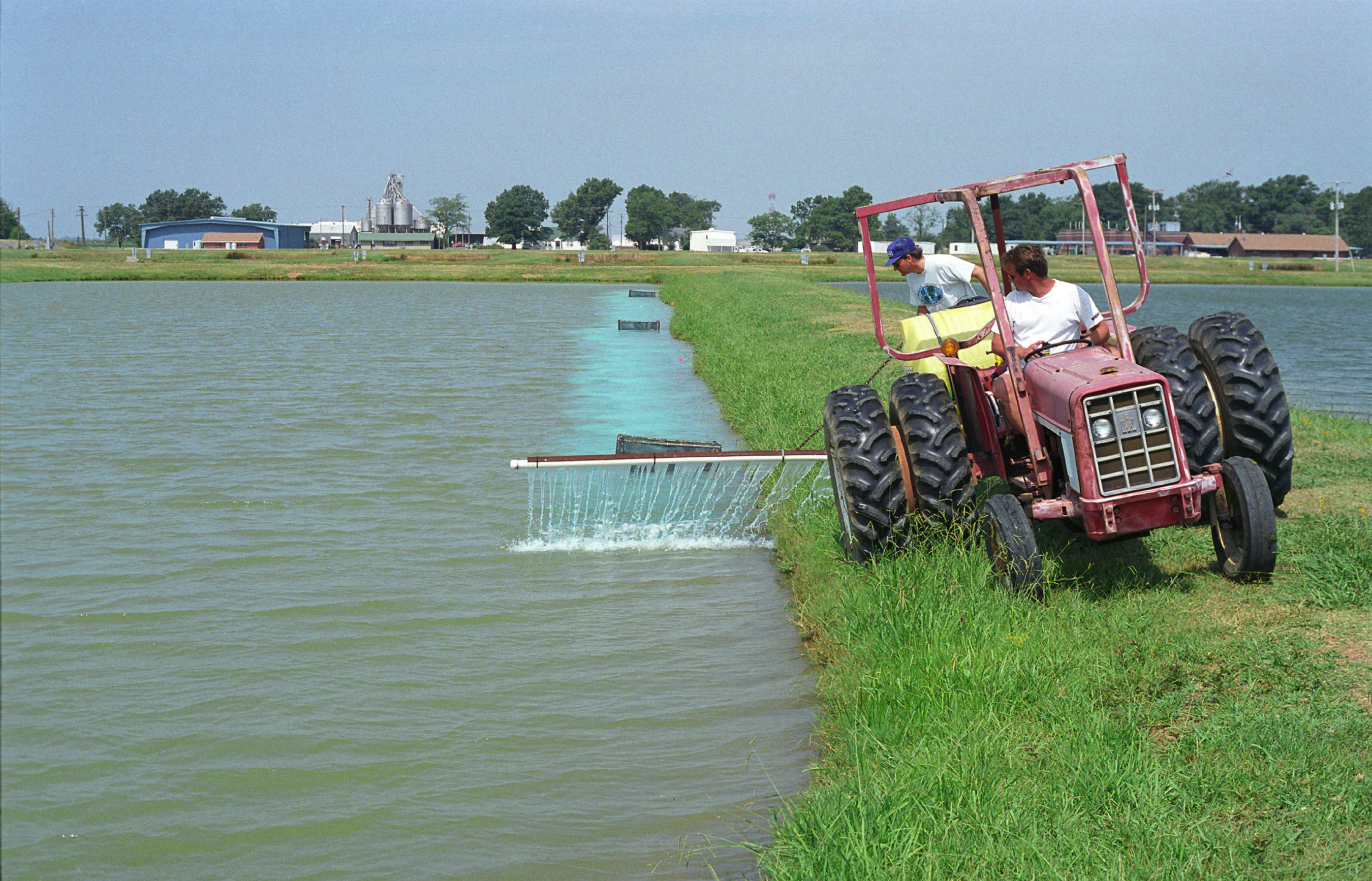
Épandage d'une solution molluscicide de sulfate de cuivre et d'acide citrique pour éliminer des escargots porteurs de parasites dans un étang d'aquaculture expérimentale aux États-Unis.

Un produit molluscicide est une substance active ou une préparation ayant la propriété de tuer les mollusques (limaces, ou escargots, y compris aquatiques). Les hélicides sont les produits qui en théorie ne ciblent que les escargots.

## Description
En protection des cultures, les molluscicides sont employés principalement pour tuer les limaces et les escargots.
Ils sont aussi utilisés pour des raisons sanitaires en zone tropicale, pour lutter contre certaines parasitoses telles que les schistosomiase pour lesquelles l'escargot est un hôte intermédiaire obligatoire.
Le plus utilisé, en agriculture, est le métaldéhyde présenté sous forme de poudre blanche qui est hautement inflammable.
Il existe également en agriculture des anti-limaces à base de phosphate de fer commercialisés le plus souvent sous forme de granulés bleus. Il semblerait que les granulés colorés en bleu limitent l’attirance des oiseaux. Le phosphate de fer est une substance naturelle d’origine minérale classé selon l’article L. 253-6 du code rural et de la pêche maritime comme produit de biocontrôle et ses caractéristiques propres les rendent utilisables en agriculture biologique. En France ces produits sont éligibles au Certificat d’Economie des Produits Phyto (CEPP).
Certains anti-limaces utilisés en agriculture peuvent également combiner les deux matières actives (métaldéhyde et phosphate de fer). Ces formulations ne peuvent pas prétendre au classement biocontrôle et utilisable en agriculture biologique à cause de la présence de métaldéhyde.
Il existe aussi d’autres types de molluscicides tels que la bière, les cendres ou encore  des plantes naturellement molluscicides, mais l’efficacité de ces produits n’a pas été prouvée par une homologation.

## Principes d'action et toxicité

### Produits les plus courants en agriculture

#### Les molluscicides à base de métaldéhyde
Il y a autant de modes d’action qu’il y a de substances actives molluscicides. De même, les modes d’utilisation peuvent différer entre les molluscicides.
Les molluscicides constitués de métaldéhyde sont un déshydratant qui provoque chez les mollusques l'émission d'une bave très abondante. L'animal épuise ses réserves hydriques et meurt déshydraté. Il est d’usage de visualiser l’efficacité d’un molluscicide à base de métaldéhyde grâce aux trainées de baves laissées par les limaces / escargots ainsi que par les cadavres de mollusques morts dans le champ. Ces molluscicides sont connus pour leur efficacité et leur rapidité d’action (qui s’étend de quelques heures à quelques jours).
Les métaldéhydes ont aussi été testé et utilisé contre les infestations de gros escargots aquatiques (jusqu'à deux mille escargots par mètre carré mesurés aux Philippines dans des étangs de piscicultures), mais en nécessitant de fortes doses (120 kg/ha d'une formulation à 10 % de métaldéhyde en saison humide en zone tropicale), car il se dégrade plus rapidement dans l'eau. Il s'est montré plus efficace qu'une formulation à 25 % de niclosamide

#### Les molluscicides à base de phosphate de fer
Les produits à base de phosphate de fer tels que l'orthophosphate de fer, agissent uniquement par ingestion. Ils perturbent le système digestif du mollusque, stoppent assez rapidement l’alimentation et provoquent
1. la mort quelques heures à quelques jours plus tard. Le phosphate de fer agit également sur le métabolisme du calcium et bloque la sécrétion de bave des mollusques. Alors, pour se protéger de la déshydratation, les limaces s’enterrent et finissent par mourir dans le sol (impossible pour les escargots à cause de leur coquille)[3].

Ainsi, la mesure de l’efficacité des molluscicides à base de phosphate de fer est visible par la réduction des dégâts sur les cultures puisqu’on ne trouve pas ou peu de traînée de bave et de cadavre.

### Autres substances
Ces substances ne sont pas homologuées, ainsi leur efficacité et toxicité n’ont pas été officiellement prouvées, bien qu’ils sembleraient qu’elles aient des propriétés molluscicides avérées.
- Les inhibiteurs de l'acétylcholinestérase, hautement toxiques pour les animaux à sang chaud (homme y compris), qui agit immédiatement sur les invertébrés comme un poison de contact. Le molluscicide N-trityl morpholine (Frescon) a un effet inhabituel sur le système nerveux central des limnées. L'animal intoxiqué produit des impulsions nerveuses regroupées en explosions spontanées et synchrones, qui semblent pouvoir résulter d'interférence du produit avec les processus de contrôle de l'influx nerveux[4]. Le Frescon se lie irréversiblement, au niveau de deux sites d'action dans les cellules nerveuses et musculaires de la Limnée et interfère avec les canaux ioniques qui dans la membrane cellulaire contrôlent la régulation des échanges chlorure/bicarbonate entre l'intérieur et l'extérieur de la cellule, ce qui pourrait en faire un outil pharmacologique pour l'homme et l'animal[5],[6].

- un fond de bière dans un pot enterré au niveau du sol, est souvent utilisé dans les jardins. Il attire les limaces à plusieurs mètres à la ronde. Elles s'y noient ;
- le latex non filtré d'une euphorbe (Euphorbia splendens ) est un puissant molluscicide (testé au Brésil pour contrôler les escargots du genre Biomphalaria, hôtes intermédiaires d'un schistosome (Schistosoma mansoni). Il s'est montré efficace durant 14 mois[7]. Il semble faiblement toxique pour les autres animaux aquatiques et photobiodegradable, et facile à appliquer[7]. (De nombreux latex étant allergènes, avec sensibilisation possible, une évaluation toxicologique plus complète est utile) ;
- Dimidiata Apodytes (Icacinaceae) est une autre plante « molluscicide » étudiée dans le cadre de la lutte contre la schistosomiase en Afrique du Sud. Sa toxicité (aiguë et subaiguë) a été étudiée sur certains mammifères conformément aux critères de l'Organisation de coopération et développement économiques (OCDE). L'extrait en a été classé comme non toxique et non irritant. La matière sèche des feuilles et les extraits aqueux en sont considérés comme sûrs depuis 1997 (pour des essais préliminaires sur le terrain)[8] ;
- Ambrosia maritima est une autre plante molluscicide testée en Afrique. Au Sénégal, 400 mg/L de feuilles sèches de la plante, dans les criques de la rivière Lampsar ont tué de 54 à 56 % des escargots Bulinus en 15 jours. Deux essais de traitement (150 mg/L et 300 mg/L) dans un canal d'irrigation fermé a tué en 15 jours jusqu'à 77 % des Biomphalaria pfeifferi, mais avec une recolonisation rapide ensuite. Ces essais ont montré que la quantité de feuilles nécessaire pour faire chuter de 80 % le nombre d'escargots aquatiques était trop importante pour que A maritima soit une solution intéressante pour les programmes de lutte contre la schistosomiase[9] ;
- certaines molécules naturellement produits par les plantes, sont molluscicides et font l'objet de recherches[10] ;
- d'autres molécules végétales, les saponines sont étudiées, et ont été très efficacement testées contre Pomacea canaliculata  (Golden apple snail, ou GAS pour les anglophones), avec des saponines (saponines bidesmosidiques) extraites de l'enveloppe amère du grain du quinoa (Chenopodium quinoa) qui est aujourd'hui un sous-produit sans valeur commerciale[11]. L'extrait pur est inactif jusqu'à 121 ppm (soit environ 35 ppm de saponines), mais le traitement des balles par l'alcali augmente l'effet molluscicide en convertissant les saponines de type bidesmosidique à plus de monodesmosides actives (En laboratoire, le produit a tué 100 % des escargots en 24 heures pour une exposition à 33 ppm de produit. Étonnamment aucune toxicité pour les poissons (poisson rouge ou tilapia) n'a été relevée, même à la concentration maximale testée (54 ppm), alors que les autres molluscicides commerciaux disponibles (niclosamide par exemple) tuent les poissons à des doses inférieures à celles qui tuent les escargots Pomacea canaliculata. Sur le terrain dans le nord de l'Argentine les résultats ont été similaires[11]. L'enveloppe du grain contient un mélange de  saponines connues et nouvelles (de type bidesmosidiques et monodesmosidiques). On ne sait pas encore pourquoi le produit devient plus efficace après alcaninisation  et avec une teneur plus élevée en saponines monodesmosidiques. Les données disponibles suggèrent l'implication de plusieurs composés hydrophobes qui se forment après traitement alcalin et qui ont une plus grande affinité avec le cholestérol présent dans les branchies des escargots[11].

## Utilisation et efficacité
Les dégâts de limaces peuvent être extrêmement rapides et les granulés existants sur le marché ont un délai d’action intrinsèque à leur formulation et leur matière active. Il est recommandé d’anticiper les risques d’avoir des limaces / escargots sur la parcelle agricole avant que les dégâts ne soient irrémédiables. Il existe aujourd’hui des outils d’anticipation du risque (Outils d'Aides à la Décision, grilles de risque…).
Bien que leur rapidité et modes d’actions soient différents, l’efficacité des deux principales familles de molluscicides homologuées (métaldéhydes et phosphate ferrique)  sont équivalentes à moyen termes. En revanche dans des conditions froides et humides, les molluscicides à base de métaldéhydes ont une efficacité limitée. En revanche celle-ci est excellente en conditions chaudes et sèches.
L’efficacité des produits molluscicides varie donc selon la formulation, la matière active, les conditions météorologiques, et le respect des consignes d'utilisation (les granulés doivent être répartis de manière homogène sur le sol et en quantité suffisante en fonction de l’infestation. Selon la cible, les granulés doivent être posés en surface ou non enterrés).
La recherche essaye de trouver des moyens d'augmenter la durée de libération de la matière active molluscicide, par exemple en la liant dans une matrice gélatineuse réticulée (hydrogel). Dans un cas, l'efficacité (mesurée en termes de mortalité quotidienne atteignant 100 % des escargots) a été portée de 52 à 73 jours, mais ceci expose aussi les espèces non cibles plus durablement.

## Toxicologie
Certains molluscicides peuvent produire chez l'homme des allergies cutanées (ja), par exemple les produits à base de clonitralide (Bayluscide),,.

## Écotoxicologie
Le métaldéhyde commence à être décrié, en raison de son profil toxicologique et écotoxicologique.
En effet, les produits à base de métaldéhyde ne sont pas totalement spécifiques aux limaces et peuvent également être ingérés et intoxiquer des auxiliaires tels que les hérissons. De plus, cette matière active, en raison de son faible Koc, est sujet à une mobilité importante dans le sol vers le milieu aquatique, et peut subir un fort lessivage après des épisodes pluvieux et se retrouver dans les eaux de surface. Enfin, la forte polarité du métaldéhyde rend très difficile le traitement des eaux de boisson, en raison de la faible efficacité des techniques conventionnelles de traitement de l’eau (charbon actif) sur ce type de molécule.
Le phosphate de fer en raison de sa solubilité extrêmement faible dans l’eau, de l’ordre de 1,86x10-12 g/L, ne subit alors pas de lessivage après des épisodes pluvieux. De plus, le phosphate de fer à une action spécifique aux mollusques, il n’agit donc pas sur la faune auxiliaire.

Parmi les problèmes toxicologiquement préoccupants induits par cette classe de pesticides figurent :
- la rémanence des produits ;
- la biodisponibilité de certaines molécules pour des espèces non-cibles ;
- la diffusion dans l'environnement (via le lessivage notamment), hors de la parcelle traitée ; Il a été démontré dès le début des années 1990 que des molluscicides comme le méthiocarbe (aujourd'hui interdit en Europe) formulé en granulé diffusent dans l'environnement et sont actifs bien au-delà du bord de la parcelle traitée. Par exemple, des granulés de méthiocarbe diffusés à l'automne 1987 sur deux parcelles (36 × 36 m ) ensemencées en blé se sont montrés d'abord efficaces, comme attendu, dans la parcelle-même, (avec environ 70 % des limaces tuées, au vu des mortalités déduites des pièges posés sur les parcelles, et comparés aux parcelles non traitées), mais dans les mois qui ont suivi, le nombre de limaces et escargots a aussi diminué dans les pièges des parcelles voisines à 2, 4 8 et 16 mètres du bord de la parcelle traitée, alors qu'« il n'y avait aucune preuve d'importants mouvements de limaces entre les parcelles pendant cette période »[19] ;
- les limaces ou escargots intoxiqués ou en train de mourir, ou en décomposition peuvent à leur tour intoxiquer des espèces non-cibles , dont leurs prédateurs (oiseaux dont volailles ou espèces-gibier éventuellement), reptiles , amphibiens , micromammifères , ou invertébrés tels que vers luisants ou carabes tels que le coléoptère Abax Ater , tous deux auxiliaires de l'agriculture ), voire des micromammifères[20] ;
- les traitements par enrobage de graine sont de plus en plus fréquents. Ils peuvent tuer les oiseaux et micromammifères granivores, au point qu'on a songé utiliser le méthiocarbe de l'enrobage chimique des graines à la fois contre les escargots et les souris domestiques (Mus domesticus qui en Australie se nourrit aussi des semis dans les champs[21] ). Un appâtage contenant du méthiocarbe tue jusqu'à 46  % des souris présentes, ce qui est moins que quand on traite un blé témoin à la strychnine (86-94  % des souris sont alors empoisonnées[21] ). et qui confirme que les souris survivantes refusent de manger les appâts au méthiocarbe excédentaire et que le méthiocarbe « n'est pas susceptible d'être un rodenticide utile sur le terrain »[21] . Ceci montre aussi que l'enrobage de graines au méthiocarbe, ou des appâts méthiocarbe pourraient causer une mortalité de rongeurs et granivores assez importante pour mettre en péril des espèces menacées de rongeurs granivores susceptibles de se nourrir dans les champs agricoles[21] ;
- Certains molluscides en granulé à base de FePO4 contiennent une molécule qui est chélatrice (qui facilite le déplacement des métaux vitaux, lourds ou toxiques dans le sol et dans les organismes), et qui pourrait affecter les plantes cultivées qui l'absorbent[22] Une expérimentation in vitro récente (2013) a conclu que l'agent chélateur (qui fait intrinsèquement partie de ce pesticide) a amélioré la phytodisponibilité du Fe pour la plante, mais a aussi facilité l'absorption par la plante de métaux toxiques ou indésirables présents dans la solution nutritive. L'absoption du cadmium (Cd) en particulier a nettement augmenté dans les pousses exposées ce qui selon les auteurs « indique un effet environnemental potentiellement néfaste »[22] ;
- le fait de massivement tuer des limaces, escargots et escargots aquatiques sur des surfaces importantes a des impacts environnementaux significatifs :
  - une partie de la chaine alimentaire disparait (limaces et escargots sont une source importante de nourriture pour de nombreuses espèces),
  - si l'effet se manifeste hors des champs, la végétation qui n'est plus contrôlée pousse plus vite et évapotranspire plus, et elle est alors plus haute en été quand il fait sec et chaud, ce qui augmente à la fois le stress hydrique pour l'écosystème tout entier, et le risque d'incendie ,
  - la rémanence et la toxicité de ces produits (hors produit de biocontrôle type phosphate de fer) cause la disparition souvent durable de certains prédateurs naturels des limaces et escargots (carabes, lucioles, oiseaux, reptiles, amphibiens) et la régression d'autres (oiseaux, hérisson, etc. ), ce qui favorise les pullulations rapides de limaces, qui encouragent à leur tour à utiliser des molluscicides.